# 椎名令恵
椎名 令恵（しいな れい、1979年10月7日 - ）は、日本の女優。山形県出身。植竹ルーム所属。
身長164cm。血液型B型。趣味は薙刀、バレエ。特技は水泳。

## 出演

### 映画
- 東京マリーゴールド（2001年）
- 劇場版 仮面ライダー龍騎 EPISODE FINAL（2002年）
- カクト（2002年）
- HAPPY BIRTHDAY（2005年、NETCINEMA.TV）
- 邪気
- Lady Plastic

### テレビ
- スチュワーデス刑事（フジテレビ）
- ガッコの先生（2001年、TBS）
- 弁護士高見沢響子6（2003年、TBS）
- トリビアの泉 〜素晴らしきムダ知識〜（フジテレビ）

### CM
- アメリカンファミリー（2002年）
- コカ・コーラ（2002年）
- 大塚製薬 オロナインH軟膏
- わかもと製薬 強力わかもと（2002年）
- 味の素 クノールスープパスタ（2003年）
- ブリヂストン「若葉マーク編」（2003年）
- 香味小夜子
- 九州通信ネットワーク 光通信サービスBBIQ（ビビック、途中までは前川清と共演）
- ライオン フリandフリ
- 牛乳に相談だ。
- アリコジャパン てごろでがっちり入院保険 夫婦型プラン（2007年）
- ほっかほっか亭 ビーフ弁当・特盛ビーフ弁当（2007年）